# To Love Again
To Love Again è un album di raccolta della cantante statunitense Diana Ross, pubblicato nel 1981.

## Tracce
Side 1
1. It's My Turn (Masser, Sager) - 3:58
2. Stay with Me (Goffin, Masser) - 3:43
3. One More Chance (Goffin, Masser) - 4:24
4. Cryin' My Heart Out for You (Masser, Willis) - 3:49

Side 2
1. Theme from Mahogany (Do You Know Where You're Going To) (Goffin, Masser) - 3:26
2. I Thought It Took a Little Time (But Today I Fell in Love) (Masser, Sawyer) - 3:27
3. To Love Again (1981 Mix) (Goffin, Masser) - 3:34
4. No One's Gonna Be a Fool Forever (Masser, Sawyer) - 3:24
5. Touch Me in the Morning (Single mix) (Masser, Miller) - 3:26